# Open di Francia 2016 - Doppio femminile in carrozzina
Jiske Griffioen e Aniek Van Koot erano le campionesse in carica del torneo doppio femminile in carrozzina.
Il duo olandese è stato sconfitto in finale da Yui Kamiji e Jordanne Whiley, quest'ultime diventate campionesse del torneo, con il punteggio di 6-3, 4-6, [10-6].

## Teste di serie
1. Jiske Griffioen /  Aniek Van Koot (finale)
2. Yui Kamiji /  Jordanne Whiley (campionesse)

## Tabellone

### Legenda
| - Q = Qualificato - WC = Wild card - LL = Lucky loser | - ALT = Alternate - SE = Special Exempt - PR = Protected Ranking | - w/o = Walkover - r = Ritirato - d = Squalificato |

|  | Semifinali | Semifinali                        | Semifinali                        | Semifinali | Semifinali |  |  | Finale | Finale                         | Finale | Finale | Finale |  |
|  |            |                                   |                                   |            |            |  |  |        |                                |        |        |        |  |
|  | 1          | Jiske Griffioen Aniek Van Koot    | Jiske Griffioen Aniek Van Koot    | 6          | 6          |  |  |        |                                |        |        |        |  |
|  |            | Sabine Ellerbrock Charlotte Famin | Sabine Ellerbrock Charlotte Famin | 3          | 4          |  |  | 1      | Jiske Griffioen Aniek Van Koot | 3      | 6      | [6]    |  |
|  |            | Marjolein Buis Lucy Shuker        | 6                                 | 4          | [3]        |  |  | 2      | Yui Kamiji Jordanne Whiley     | 6      | 4      | [10]   |  |
|  | 2          | Yui Kamiji Jordanne Whiley        | 4                                 | 6          | [10]       |  |  |        |                                |        |        |        |  |